# Dipteryx odorata
Espèce
Synonymes
- Coumarouna micrantha (Harms) Ducke
- Coumarouna odorata Aubl. - basionyme
- Coumarouna tetraphylla (Benth.) Aubl.
- Dipteryx odorata (Aubl.) Willd., 1802
- Dipteryx tetraphylla Spruce ex Benth.[1]

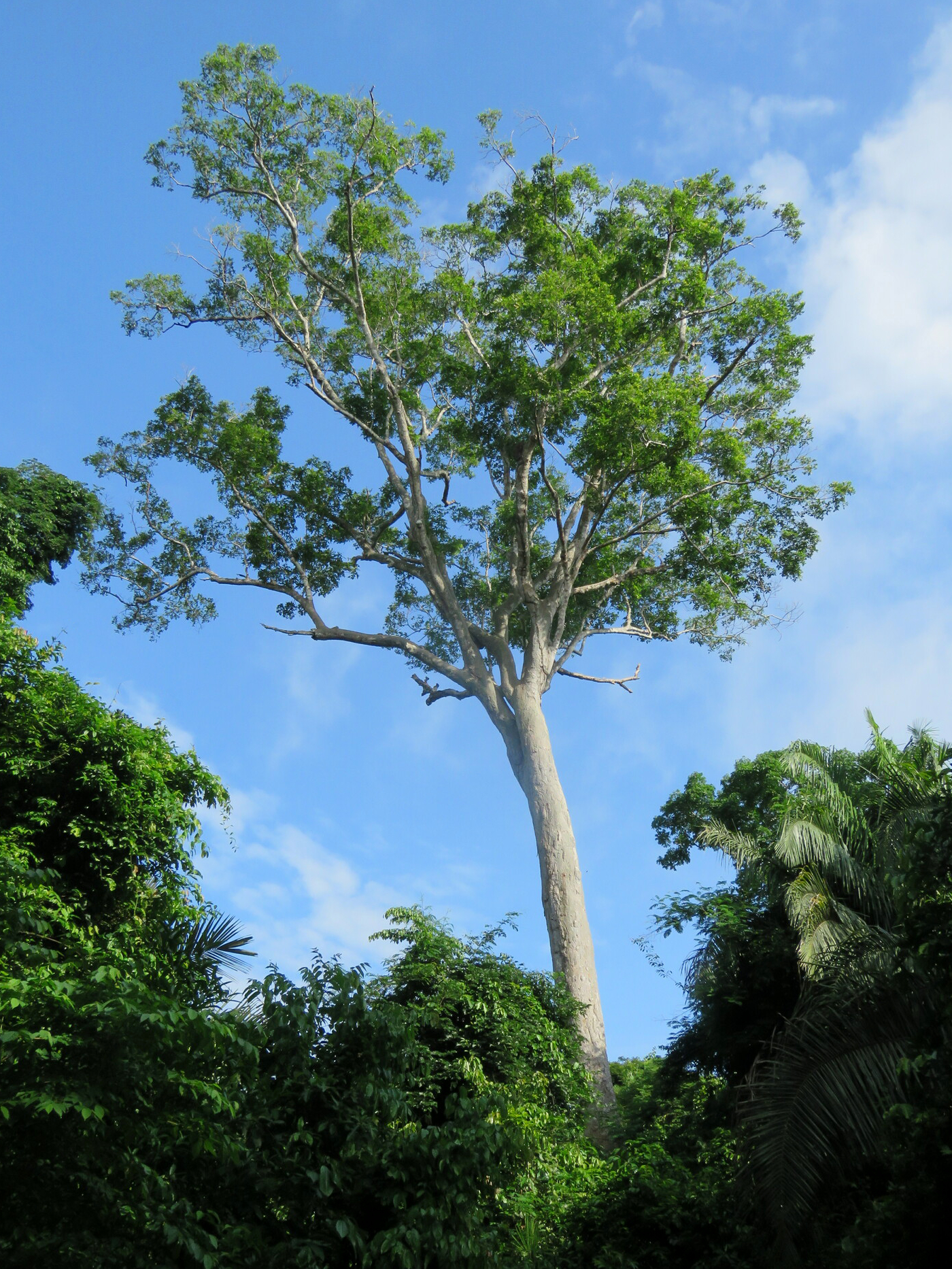
Dipteryx odorata.

Dipteryx odorata est une espèce de plantes à fleurs dicotylédones de la famille des Fabaceae (Leguminosae), sous-famille des Faboideae. C'est un arbre originaire d'Amérique du Sud.
C'est un grand arbre exploité et cultivé tant pour son bois (commercialisé sous le nom de cumaru), que pour ses graines aromatiques (fèves de Tonka).

## Noms vernaculaires
- Bois coumarou, diptéryx odorant, fève de Tonka, gaïac de Cayenne[2], faux gaïac[3], maru maru.

## Description
Dipteryx odorata est un arbre à feuilles caduques de grande taille, pouvant atteindre 25 à 30 mètres de haut pour un diamètre de tronc d'environ 1 m, à la couronne petite et ronde, et à l'écorce lisse et grise. Les feuilles alternes, composées pennées, sont lustrées et vert foncé. Les fleurs, de type papilionacé, sont de couleur blanche à rose.
Les graines noires et ridées, sont riches en coumarine et dégagent un parfum prononcé.

## Histoire naturaliste

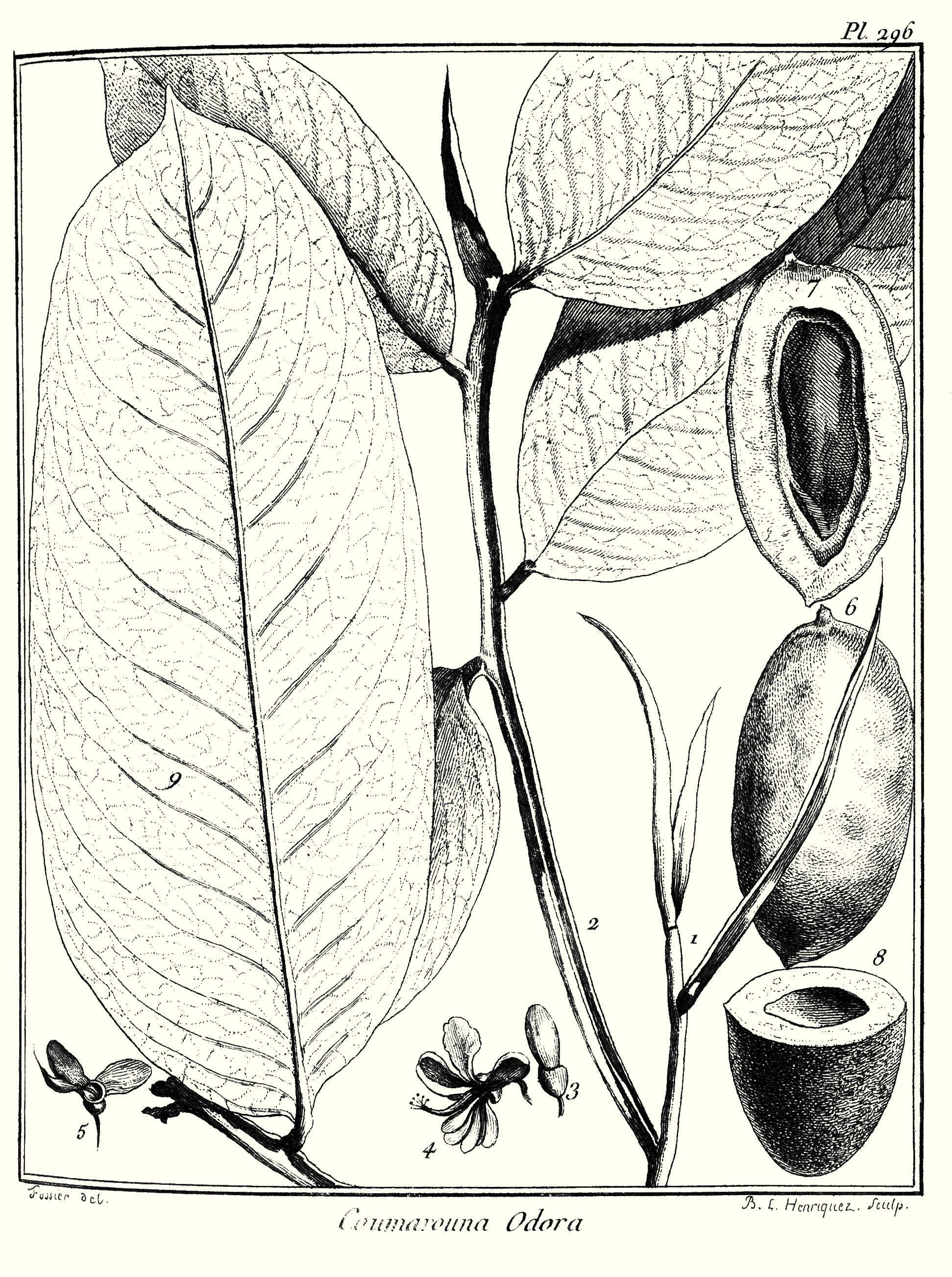
Première illustration de Dipteryx odorata (sous le nom de Coumarouna odorata) dans l' Histoire des plantes de la Guiane Française (1775) de Fusée-Aublet.
Explication de la Planche deux cent quatrevingt-seizième.
1. Feuilles naiſſantes.
2. Côte de la feuille creuſée en canal bordé d'un feuillet.
3. Bouton de fleur.
4. Fleur épanouie.
5. Calice. Piſtil.
6. Capſule ou baie.
7. Baie ouverte verticalement. Amande.
8. Baie coupée horiſontalement.
9. Foliole de grandeur naturelle.

Dans son "Histoire des Plantes de la Guiane françoise" (1775), Jean Baptiste Christian Fusée-Aublet en dit ceci :
« Le tronc de cet arbre s'élève a ſoixante, & même juſqu'à quatrevingt pieds, ſur environ trois pieds & demi de diamètre. Son écorce eſt dure, liſſe & blanchâtre. Son bois extérieur eſt blanc, l'intérieur eſt de couleur brune ; l'un & l'autre ſont durs & compactes. Ce tronc pouſſe à ſon ſommet un grand nombre de groſſes branches tortueuſes & rameuſes qui s'élèvent & s'étendent en tous ſens. Les rameaux ſont garnis de feuilles alternes, ailées à deux rangs de folioles alternes, portées ſur une côte rouſſâtre, longue de quatorze pouces. Elle eſt convexe en deſſous, & applatie en deſſus, bordée de deux côtes d'un petit feuillet, & creuſée en demi-canal au deſſous des folioles : elle eſt terminée par une longue pointe. Les folioles ſont au nombre de deux ou de trois de chaque côte ; elles ſont entières, verdâtres, liſſes, fermés, ovales, terminées en pointe. Leur pédicule eſt très court, & comme articule ſur la côte-, la nervure longitudinale, qui eſt peu ſaillante, ne les partage pas en deux portions égales. 
Les fleurs naiſſent par grappes aux aiſſelles des feuilles, & à l'extrémité des rameaux.
Le calice eſt d'une ſeule pièce rougeâtre, arrondi a ſa baie, & diviſe en trois parties, dont deux ſupérieures, fort larges, épaiſſes & concaves ; l'inférieure eſt très courte & obtuse. 
La corolle eſt à cinq pétales, de couleur pourpre lave de violet. Les trois pétales ſupérieurs ſont larges, veines, relevés & écartés. Les deux inférieurs ſont plus courts ; ils ſont attachés par un onglet, ſur la paroi interne & inférieure du calice. 
Les étamines ſont au nombre de huit. Leurs filets ſont en partie réunis en un faiſceau qui forme une gaine : ils ſont ſépares au deſſus de cette gaine, & portent une petite anthère jaune & à deux bourſes. 
Cette gaîne eſt placée au deſſous de l'inſertion des pétales. 
Le piſtil eſt un ovaire oblong, comprimé, renferme dans la gaîne des étamines. Il eſt ſurmonté d'un style courbe, terminé par un STIGMATE obtus. 
L'ovaire devient une baie ovoïde. Son écorce eſt jaunâtre, charnue, filandreuſe, épaiſſe, adhérente a un noyau dur, ſec, qui contient une amande blanche, enveloppée d'une membrane rouſſâtre. Cette amande exhale une odeur amère & très agréable. Les naturels enfilent les amandes, & s'en forment des colliers pour ſe parfumer. Les Créoles en mettent dans leurs armoires, pour les préſerver des inſectes, & leur communiquer une bonne odeur. 
Cet arbre eſt nommé par les Galibis & par les Garipons COUMAROU. 
L'écorce & le bois intérieur du tronc ſont employés par les Créoles aux mêmes uſages qu'on emploie le Gaïac, & ils l'appellent GAIAC. 
Cet arbre croît dans les grandes forêts de la Guiane. J'en ai vu à Caux, dans le Comté de Gene, & a Sinémari. 
II étoit en fleur dans le mois de janvier, & en fruit dans les mois d'avril & de mai. 
Une foliole, le fruit & les fleurs ſont repréſentés de grandeur naturelle. »